# 경음악
경음악(Light music, 라이트 뮤직)은 18세기와 19세기에 시작되어 오늘날에도 계속되고 있는 서양 클래식 음악의 덜 심각한 형태이다. 전성기는 20세기 중반이었다. 스타일은 협주곡, 교향곡, 오페라와 같은 보다 정교한 형식보다 더 넓은 맥락과 청중의 관심을 끌기 위해 고안된 일반적으로 짧은 관현악곡과 모음곡을 통해 구성된다.
경음악은 라디오 방송이 형성되던 시기에 특히 인기가 높았으며, BBC 라이트 프로그램(1945~1967)과 같은 방송국에서는 거의 독점적으로 "가벼운" 곡을 연주했다.
무드 음악(mood music) 및 콘서트 음악(concert music)이라고도 알려진 경음악은 흔히 이지 리스닝 장르로 분류된다. 경음악은 영국, 미국 및 유럽 대륙에서 인기를 얻었으며 이 장르의 많은 작곡은 영화, 라디오 및 TV 시리즈의 주제로 사용되어 친숙하게 남아 있다.

## 같이 보기
- 소프트 록
- 어덜트 컨템포러리
- 발라드 (대중 음악)
- 배경 음악
- 이지 리스닝